# 高体鮈
高体鮈（学名：Gobio soldatovi）为鲤科鮈屬的鱼类。分布於俄羅斯遠東地區、蒙古及中國黑龙江水系等，體長可達12公分，可做為食用魚。该物种的模式产地在黑龙江。

## 扩展阅读
維基物種上的相關：高体鮈